# Ямщикова, Ольга Николаевна
Ольга Николаевна Ямщикова (6 июня 1914 — 31 августа 1982) – лётчик-истребитель, командир эскадрильи 586 ИАП. Совершила 217 боевых вылетов, провела 93 воздушных боя, сбила 3 вражеских самолета.
В 1942 году окончила Военно-воздушную академию РККА. В июле-октябре 1942 года в должности помощника военного представителя на заводе № 153 в Новосибирске принимала участие в приемке изготовленных истребителей для ВВС Красной Армии.
В 1943 году Ольга Ямщикова была назначена командиром эскадрильи 586-го истребительного авиационного полка. 2 августа 1943 года за выполнение 15-ти боевых вылетов и в том числе пяти особо важных вылетов на сопровождение самолетов Ли-2 старший техник-лейтенант Ямщикова была награждена орденом Красной Звезды.
В 1945 году откомандирована на испытательную работу в НИИ ВВС. Принимала участие в испытаниях Як-9, Ла-11, Як-15, МиГ-15 и L-29. Всего освоила около 40 типов самолетов, совершила свыше 8000 вылетов, общий налет оставил около 3000 часов.
Награждена орденом Великой Отечественной войны 1-й ст., двумя орденами Красной Звезды, орденом Трудового Красного Знамени, а также медалями.
По воспоминаниям М.Л. Попович, Ольгу Николаевну прозвали «бабушкой русской авиации».
Скончалась 31 августа 1982 года. Похоронена на кладбище  «Леониха» Щелковский район, Московская область.